# Folligny
Folligny é uma comuna francesa na região administrativa da Normandia, no departamento Mancha. Estende-se por uma área de 11,88 km². Em 2010 a comuna tinha 1 119 habitantes (densidade: 94,2 hab./km²).